# Английский алфавит
Англи́йский алфави́т (англ. English alphabet) — алфавит английского языка. Он основан на латинском алфавите и состоит из 26 букв.
5 букв обозначают гласные звуки (монофтонги и дифтонги, самостоятельно или в составе диграфов): «A», «E», «I», «O», «U».
19 букв обозначают согласные звуки (тоже самостоятельно или в составе диграфов): «B», «C», «D», «F», «G», «H», «J», «K», «L», «M», «N», «P», «Q», «R», «S», «T», «V», «X», «Z».
Буква «Y» может обозначать как согласный, так и гласный звуки (yes, yet, но many, only).
Буква «W» самостоятельно означает согласный звук (when, sweet), но используется и в составе диграфов, обозначающих гласные звуки (cow, dew, raw и так далее). В британском произношении (англ. received pronunciation) то же верно и для буквы «R» (run, drink, но more, far, dear).
| A a | B b | C c | D d | E e | F f | G g |  |
| H h | I i | J j | K k | L l | M m | N n |  |
| O o | P p | Q q | R r | S s | T t | U u |  |
| V v | W w | X x | Y y | Z z |     |     |  |

## Буквы современного английского алфавита
| №  | Прописная буква | Строчная буква | Название | Произношение названия буквы (МФА) | Русская запись названия буквы                                 | Примечание                                                         |
| -- | --------------- | -------------- | -------- | --------------------------------- | ------------------------------------------------------------- | ------------------------------------------------------------------ |
| 1  | A               | a              | a        | [eɪ]                              | эй                                                            |                                                                    |
| 2  | B               | b              | bee      | [biː]                             | би                                                            |                                                                    |
| 3  | C               | c              | cee      | [siː]                             | си                                                            |                                                                    |
| 4  | D               | d              | dee      | [diː]                             | ди                                                            |                                                                    |
| 5  | E               | e              | e        | [iː]                              | и                                                             |                                                                    |
| 6  | F               | f              | ef       | [ef]                              | эф                                                            |                                                                    |
| 7  | G               | g              | gee      | [dʒiː]                            | джи                                                           |                                                                    |
| 8  | H               | h              | aitch    | [eɪtʃ]                            | эйч                                                           | haitch [heɪtʃ] в Ирландии и часто в Австралии                      |
| 9  | I               | i              | i        | [aɪ]                              | ай                                                            |                                                                    |
| 10 | J               | j              | jay      | [dʒeɪ]                            | джей                                                          |                                                                    |
| 11 | K               | k              | kay      | [keɪ]                             | кей                                                           |                                                                    |
| 12 | L               | l              | el       | [el]                              | эл                                                            |                                                                    |
| 13 | M               | m              | em       | [em]                              | эм                                                            |                                                                    |
| 14 | N               | n              | en       | [ɛn]                              | эн                                                            |                                                                    |
| 15 | O               | o              | o        | [əʊ]                              | оу                                                            |                                                                    |
| 16 | P               | p              | pee      | [piː]                             | пи                                                            |                                                                    |
| 17 | Q               | q              | cue      | [kjuː]                            | кью                                                           |                                                                    |
| 18 | R               | r              | ar       | [ɑː, ar]                          | а, ар                                                         | [ɑr] в североамериканском произношении или в позиции перед гласным |
| 19 | S               | s              | ess      | [es]                              | эс                                                            | Пишется es- в сочетаниях типа es-hook                              |
| 20 | T               | t              | tee      | [tiː]                             | ти                                                            |                                                                    |
| 21 | U               | u              | u        | [juː]                             | ю                                                             |                                                                    |
| 22 | V               | v              | vee      | [viː]                             | ви                                                            |                                                                    |
| 23 | W               | w              | double-u | ['dʌbljuː]                        | дабл-ю                                                        |                                                                    |
| 24 | X               | x              | ex       | [eks]                             | экс                                                           |                                                                    |
| 25 | Y               | y              | wy       | [waɪ]                             | уай                                                           |                                                                    |
| 26 | Z               | z              | zed, zee | [zɛd, ziː]                        | зэд (в британском английском), зи (в американском английском) |                                                                    |

## Диакритические знаки
Диакритические знаки применяются в английских текстах редко и в основном в заимствованных словах при сохранении в английском их написания, имевшегося в их языке-источнике, часто французском: в слове café «кафе» значок акута показывает, что в английском вслед за французским буква e не является непроизносимой, «немой», какой была бы на конце слова, не имея штриха. Этот знак и штрих с обратным ему наклоном во французском обозначают гласные звуки той или иной степени открытости — подъёма языка, и во французском ударение всегда падает на последний произносимый гласный звук каждого знаменательного слова.
Как только такие слова становятся натурализованными в английском, они обычно теряют диакритические знаки, как это произошло со старыми заимствованиями, к примеру, французским словом hôtel. В неформальном английском диакритика часто опускается в силу отсутствия букв с ней на клавиатуре, в то время как профессиональные копирайтеры и наборщики предпочитают её использовать. Те слова, что ещё воспринимаются как чужие, часто сохраняют диакритику. К примеру, единственное написание слова soupçon, найденное в английских словарях (Оксфордском и других) использует диакритический знак. Диакритические знаки чаще сохраняются тогда, когда при их отсутствии возможна путаница с другим словом (к примеру, résumé (или resumé [резюме] «резюме (для приема на работу)», а не resume [ризьюм] «возобновить») и, редко, даже добавляются (как в maté, от испанского yerba mate, но следуя примеру написания слова café, из французского).
Акут, гравис или диерезис могут быть поставлены над «e» в конце слова для обозначения того, что она произносится (saké).
В целом, диакритические знаки часто не используются даже в тех местах, где они могли бы позволить избежать путаницы.

## История
Письменность на английском языке появилась примерно с V века н. э., для записи использовались англосаксонские руны, сохранилось лишь несколько небольших фрагментов записей того времени. Замена рун на латинские буквы началась с VII века с приходом христианских миссионеров.
В 1011 году монах Бенедиктинского аббатства по имени Бёртферт (Byrhtferð) использовал английский алфавит, состоящий из 23 букв латинского алфавита (без «J», «U» и «W»), дополненных амперсандом, четырьмя буквами, основанными на англосаксонских рунах: «ȝ» (yoȝ, йоуг), Вуньо (ƿ), Торн (þ), «Ð», и лигатурой «Æ». Его вариант выглядел так:
A B C D E F G H I K L M N O P Q R S T V X Y Z & Ȝ Ƿ Þ Ð Æ
В XVI веке были предложены буквы «U» и «J», как производные от «V» и «I», получила статус отдельной буквы лигатура «W» («VV»). Лигатуры «æ» и «œ» могут использоваться в некоторых словах греческого и латинского происхождения, таких, как «encyclopædia» — энциклопедия, однако в связи с техническими ограничениями клавиатур и печатных устройств они часто заменяются на соответственно «ae» и «oe».

## Частотность букв
Самой часто встречаемой буквой в английском языке является «E», самой редкой — «Z».
Ниже приведён список частотностей букв, используемых в английском языке.
| Буква          | E    | T    | A    | O    | I    | N    | S    | H    | R    | D    | L    | C    | U    | M    | W    | F    | G    | Y    | P    | B    | V    | K    | X    | J    | Q   | Z    |
| -------------- | ---- | ---- | ---- | ---- | ---- | ---- | ---- | ---- | ---- | ---- | ---- | ---- | ---- | ---- | ---- | ---- | ---- | ---- | ---- | ---- | ---- | ---- | ---- | ---- | --- | ---- |
| Частотность, % | 12,7 | 9,06 | 8,17 | 7,51 | 6,97 | 6,75 | 6,33 | 6,09 | 5,99 | 4,25 | 4,03 | 2,78 | 2,76 | 2,41 | 2,36 | 2,23 | 2,02 | 1,97 | 1,93 | 1,49 | 0,98 | 0,77 | 0,15 | 0,15 | 0,1 | 0,05 |